# Páros szabad program szinkronúszás a 2013-as úszó-világbajnokságon
A 2013-as úszó-világbajnokságon a szinkronúszáson belül a páros szabad programot július 23-án és 25-én rendezték meg. Előbb a selejtezőket, két nap múlva a döntőt.

## Érmesek
| Arany                                                | Ezüst                                 | Bronz                                    |
| RUS · Szvetlana Kolesznyicsenko · Szvetlana Romasina | CHN · Jiang Tingting · Jiang Wenwen · | ESP · Ona Carbonell · Margalida Crespí · |

## Eredmény
| Helyezés  | Versenyzők                                   | Nemzetiség | Selejtező | Selejtező | Döntő     | Döntő    |
| Helyezés  | Versenyzők                                   | Nemzetiség | Pont      | helyezés  | Pont      | Helyezés |
| --------- | -------------------------------------------- | ---------- | --------- | --------- | --------- | -------- |
| Aranyérem | Szvetlana Kolesznyicsenko Svetlana Romashina | RUS        | 97.230    | 1         | 97.680    | 1        |
| Ezüstérem | Jiang Tingting Jiang Wenwen                  | CHN        | 95.080    | 2         | 95.350    | 2        |
| Bronzérem | Ona Carbonell Margalida Crespí               | ESP        | 94.270    | 3         | 94.990    | 3        |
| 4         | Lolita Ananasova Anna Voloshyna              | UKR        | 92.530    | 4         | 92.620    | 4        |
| 5         | Yumi Adachi Yukiko Inui                      | JPN        | 91.470    | 5         | 91.620    | 5        |
| 6         | Linda Cerruti Costanza Ferro                 | ITA        | 89.630    | 6         | 89.170    | 6        |
| 7         | Evangelia Platanioti Despoina Solomou        | GRE        | 88.010    | 8         | 87.980    | 7        |
| 8         | Emilia Kopcik Stephanie Leclair              | CAN        | 88.620    | 7         | 87.370    | 8        |
| 9         | Olivia Allison Jenna Randall                 | GBR        | 87.680    | 9         | 87.180    | 9        |
| 10        | Laura Augé Margaux Chrétien                  | FRA        | 87.280    | 10        | 86.620    | 10       |
| 11        | Kim Jong-Hui Ri Ji-Hyang                     | PRK        | 85.840    | 11        | 85.780    | 11       |
| 12        | Pamela Fischer Anja Nyffeler                 | SUI        | 83.370    | 12        | 83.030    | 12       |
| 16.5      | H09.5                                        |            |           |           | 00:55.635 | O        |
| 13        | Soňa Bernardová Alžběta Dufková              | CZE        | 83.100    | 13        |           |          |
| 14        | Isabel Delgado Nuria Diosdado                | MEX        | 83.040    | 14        |           |          |
| 15        | Lorena Molinos Giovana Stephan               | BRA        | 81.830    | 15        |           |          |
| 16        | Alexandra Nemich Yekaterina Nemich           | KAZ        | 80.110    | 16        |           |          |
| 17        | Etel Sanchez Sofia Sanchez                   | ARG        | 79.990    | 17        |           |          |
| 18        | Inken Jeske Edith Zeppenfeld                 | GER        | 77.770    | 18        |           |          |
| 19        | Estefania Alvarez Monica Arango              | COL        | 77.430    | 19        |           |          |
| 20        | Iryna Limanouskaya Iya Zhyshkevich           | BLR        | 76.940    | 20        |           |          |
| 21        | Kristína Krajčovičová Jana Labáthová         | SVK        | 76.350    | 21        |           |          |
| 22        | Jomana Mohamed Aya Nasr El Din               | EGY        | 74.990    | 22        |           |          |
| 23        | Jung Young-Hee Kong Do-Yeon                  | KOR        | 72.580    | 23        |           |          |
| 24        | Anouk Eman Kyra Hoevertsz                    | ARU        | 72.260    | 24        |           |          |
| 25        | Rebecca Domika Tina Panić                    | CRO        | 71.860    | 25        |           |          |
| 26        | Albany Avila Karla Loaiza                    | VEN        | 71.470    | 26        |           |          |
| 27        | Maria Kirkova Kalina Yordanova               | BUL        | 71.430    | 27        |           |          |
| 28        | Yuliya Kim Anastasiya Ruzmetova              | UZB        | 71.250    | 28        |           |          |
| 29        | Caitlin Anderson Kirstin Anderson            | NZL        | 70.460    | 29        |           |          |
| 30        | Olia Burtaev Bianca Hammett                  | AUS        | 70.180    | 30        |           |          |
| 31        | Mei Qi Stephanie Chen Yu Hui Crystal Yap     | SIN        | 69.330    | 31        |           |          |
| 32        | Tanja Bogdanović Ana Cekić                   | SRB        | 68.550    | 32        |           |          |
| 33        | Bianca Benavides Violete Mitinian            | CRC        | 67.230    | 33        |           |          |
| 34        | Au Ieong Sin Ieng Lo Wai Lam                 | MAC        | 65.410    | 34        |           |          |
| 35        | Jennifer Quintana Odailys Suarez             | CUB        | 64.430    | 35        |           |          |
| 36        | Emma Manners-Wood Laura Strugnell            | RSA        | 62.550    | 36        |           |          |
| 37        | Aphichaya Saengrusamee Arpapat Saengrusamee  | THA        | 56.090    | 37        |           |          |